# Heidi Schmid
Heidi Schmid   (Klagenfurt, 5 de desembre de 1938) és una tiradora d'esgrima alemanya, ja retirada, especialista en floret, que va competir durant les dècades de 1950 i 1960.

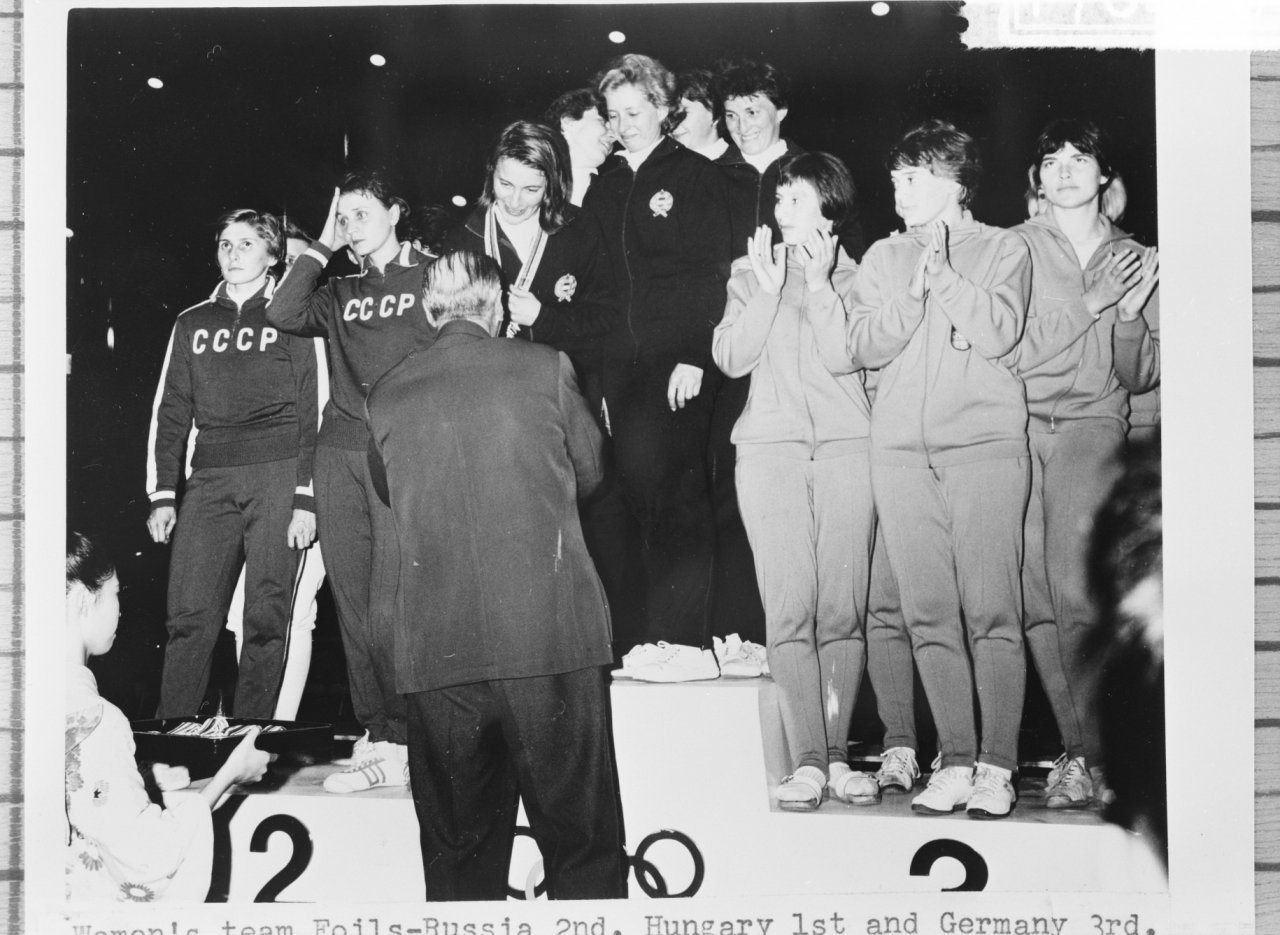
Imatge del podi als Jocs Olímpics d'estiu de 1964.

El 1960 va prendre en els Jocs Olímpics d'Estiu de Roma, on disputà dues proves del programa d'esgrima. Guanyà la medalla d'or en la prova del floret individual, mentre en la prova del floret per equips fou quarta. Quatre anys més tard, als Jocs de Tòquio, va guanyar la medalla de bronze en la prova del floret per equips, mentre en la del floret individual quedà eliminada en semifinals. El 1968, a Ciutat de Mèxic, disputà els seus tercers, i darrers, Jocs Olímpics. Fou cinquena en la prova del floret per equips i setena en la del floret individual.
En el seu palmarès també destaquen cinc medalles al Campionat del món d'esgrima, una d'or, tres de plata i una de bronze, entre les edicions de 1957 i 1961, així com tres medalles a les Universíades, una d'or i dues de bronze. El 1957, 1959 i de 1964 a 1968 va ser campiona d'Alemanya de floret individual. El 1961 fou escollida atleta alemanya de l'any.